# Ellen Ballance
Ellen Ballance, nacida Anderson (Wellington, 1846 - 14 de junio de 1935) fue una sufragista neozelandesa y líder comunitaria. Fue vicepresidenta de la Sociedad Progresista de Mujeres, una organización internacional de sufragio con sede en Londres, y la presidenta inaugural de la Liga Femenina de Franquicias de Whanganui en 1893.

## Trayectoria

### Primeros años y familia
Ballance nació en Wellington y era hija del comerciante David Anderson y de su esposa Ann Thompson. Tenía cinco hermanos y tres hermanas.
El 19 de mayo de 1870 se casó con John Ballance, entonces editor de un periódico. Fue su segunda esposa. En 1886 adoptaron a su sobrina de cuatro años, Florence, y la rebautizaron como Kathleen. Compartía los intereses políticos de su marido y llegó a ser muy apreciada en los círculos políticos de Wellington.

### Participación y activismo político
Tras las elecciones generales de 1890, el marido de Ballance se convirtió en el 14º Primer Ministro de Nueva Zelanda. Con su elección y el nuevo gobierno, la sufragista Kate Sheppard y los grupos de mujeres reanudaron sus esfuerzos para conseguir el voto femenino. En 1891, Ballance escribió a Sheppard para decirle que haría todo lo posible para "promover la causa".
Ballance asistía regularmente al Parlamento para escuchar los debates. En una ocasión, en 1891, causó un gran revuelo en la Cámara cuando, después de que un diputado contrario al sufragio declarara que las mujeres no querían votar, entregó una petición en la galería de las damas. 68 mujeres firmaron la petición para asegurar a la Cámara que, de hecho, querían el voto. También recogió firmas para la petición de sufragio femenino de 1891.
En abril de 1893, el marido de Ballance murió repentinamente y ella se trasladó a vivir a su antigua circunscripción de Whanganui, donde fue la presidenta inaugural de la Liga Femenina de la Franquicia de Wanganui, fundada en junio de 1893. La Liga mantenía estrechos vínculos con el Consejo Nacional de Mujeres de Nueva Zelanda y proporcionaba un foro para la discusión de temas de interés para las mujeres de Whanganui. Las prioridades iniciales de la Liga, bajo la dirección de Ballance, fueron la recogida de firmas para la petición de sufragio femenino (que pasó de 200 firmas a nivel local a 2.600 firmas en el plazo de un mes desde la fundación de la Liga), y el compromiso con el Parlamento y los políticos locales. Ese mismo año, la Ley Electoral de 1893 concedió a las mujeres neozelandesas el derecho al voto. Ballance también donó a la Liga la biblioteca de su marido.
Ballance vivió en Wanganui el resto de su vida, y siguió participando activamente en organizaciones comunitarias, como la iglesia anglicana, el Orfanato de Wanganui y la Sociedad Plunket.